# Elaphria bastula
Elaphria bastula är en fjärilsart som beskrevs av William Schaus 1906. Elaphria bastula ingår i släktet Elaphria och familjen nattflyn. Inga underarter finns listade i Catalogue of Life.